# 藤原為任
藤原 為任（ふじわら の ためとう）は、平安時代中期の公家。藤原北家小一条流、大納言・藤原済時の子。官位は正四位下・伊予守。

## 経歴
右馬助・少納言を経て、父・済時の死後に為任が庇護していた異母妹・藤原娍子が東宮・居貞親王に入内した正暦2年（991年）には従五位下・右少弁であったが、嫡男とされた弟・藤原通任は既に従五位上・左兵衛佐になっており、昇進面で後塵を拝していた。長徳2年（995年）五位蔵人に任ぜられると、侍従や左少弁・右中弁を経て、長徳5年（999年）には従四位下と一条天皇の身近に仕えて順調に昇進し、従四位下・右馬頭に留まっていた通任に肩を並べる。その後、民部大輔に遷るが、寛弘2年（1005年）3月頃より自己の昇進の遅滞に不満を抱いて朝廷への出仕を停止し、翌寛弘3年（1006年）6月には、1年以上の不参を理由に殿上から除籍されている。
寛弘8年（1011年）6月に居貞親王が即位（三条天皇）すると、居貞親王の春宮亮を務めていた通任は直ちに蔵人頭に任ぜられ、12月には従四位上・参議、翌寛弘9年（1012年）正月には従三位ととんとん拍子に昇進して公卿に列する。一方で、為任は従四位上への一階の昇進に留まったとみられ、昇進面で通任に大きく水をあけられた。なお、為任は藤原実資と結んでその家司的な役割を果たしていたらしい。為任から三条天皇のために相談すべき人物について訊かれた実資は、左大臣の道長は別格として、藤原道綱・隆家・教通と道長・頼通父子に不満を抱いている可能性のある3名を挙げている。
同年2月に内覧左大臣・藤原道長の娘である藤原妍子が中宮に冊立される。ここで、長年正妃的な地位にあり3人もの親王を儲けた娍子の立后を三条天皇が望むと、その意向を無視する事は道長でも困難であり、一条朝に続いて一帝二后とする（娍子：皇后、妍子：中宮）ことで折り合いをつける。同年4月に娍子が立后し、為任は皇后宮亮に任ぜられた。しかし道長は、娍子立后の日に妍子の内裏参入を重ね合わせるなど、娍子側に圧迫を加えたらしく、同年6月には為任が陰陽師5名を集め道長を呪詛しているという風説が流れている。
長和2年（1013年）に娍子が御所に参内するが、自邸を里邸として娍子を庇護していた為任は未だ従四位上・皇后宮亮であったことから、既に公卿（従三位・参議）となっていた通任が儀式を仕切った。この功労を以て、三条天皇が通任の昇進を働きかけるが、道長は娍子の庇護者は為任であり、通任は偶々その代理をしたに過ぎないことを指摘、もし参内の功労で通任が叙位されれば、為任の功績をもって通任が賞を受ける事となり、「伊賀国の人が（大国の格式を持つとされた）伊勢国の人と偽るようなものだ（然伊賀人借伊勢人歟）」と天皇の姿勢を批判した。その結果、為任は正四位下に叙せられている。
長和3年（1014年）当時最も富裕な国の一つと考えられていた伊予守に任じられた。当時、三条天皇と藤原道長は自己の政治力の拡大のために互いに自派の貴族を受領等に任命しており、皇后宮亮であった為任の伊予守任命も三条天皇の意図があったと考えられている。同年11月に東宮である敦成親王（後の後一条天皇）の御読書始の御博士役として外祖父である道長は、伊予守の任期を終えたばかりながら正四位下・式部大輔と文人官僚の筆頭である藤原広業を推挙しようとする。ここで、広業の後任である為任が不与解由状の提出を拒んだことから（本任放還を果たしていない）広業を任命する事ができなくなり、やむなく五位の東宮学士・大江挙周が博士の任にあたることになったが、道長は為任のこの仕打ちを深く恨んだという。
長和5年（1016年）三条天皇が退位し、皇太子には娍子所生の敦明親王が冊立される。敦明親王が即位すれば為任は天皇の外伯父になれるところであったが、翌長和6年（1017年）5月に三条上皇が崩御すると、道長の圧迫を受けて敦明親王は皇太子を辞退してしまう。こうして、為任は天皇の外戚の地位を得られないまま、権勢は道長に集中し、為任の公卿昇進は叶わなかった。伊予守を辞した後は皇后宮亮のみを帯びて娍子に仕え、治安元年（1021年）に大納言・藤原実資に娍子の消息を伝えた記録が残っているが、遅くても娍子が没した万寿年間（1024年-1028年）には出家したと見られる。
出家後は伊予入道と呼ばれるが、万寿3年（1026年）群盗に邸宅を襲われる。さらに、長久元年（1040年）子息の定任が為任の邸宅を訪れた帰宅の途上で殺害され、寛徳2年（1045年）には為任自身も射殺されたとされる。

## 官歴
注記のないものは『小右記』による。
- 永延元年（987年） 3月26日：見右馬助
- 永祚元年（989年） 11月15日：見少納言
- 正暦元年（990年） 12月30日：見右少弁
- 正暦6年（995年） 正月11日：五位蔵人[13]
- 長徳3年（997年） 正月28日：左少弁?[13]
- 時期不詳：正五位下。侍従[13]
- 長徳4年（998年） 10月23日：右中弁[14]
- 長徳5年（999年） 正月?：辞右中弁[14]。正月7日：従四位下[13]
- 時期不詳：民部大輔[15]
- 寛弘3年（1006年） 6月13日：除籍（不参内）[15]
- 時期不詳：従四位上
- 長和元年（1012年） 4月27日：兼皇后宮亮（皇后・藤原娍子）
- 長和2年（1013年） 3月20日：正四位下
- 長和3年（1014年） 正月25日：見伊予守
- 治安元年（1021年） 2月7日：見皇后宮亮
- 寛徳2年（1045年） 日付不詳：卒去[12]

## 系譜
- 父：藤原済時
- 母：源兼忠の娘[16]または源能正の娘
- 正室：源為親の娘
  - 男子：藤原定任（?-1040）
  - 男子：藤原済任
- 生母不明の子女
  - 男子：斉長 - 藤原斉信の養子
  - 男子：雅縁
  - 男子：落合師通？[17]
  - 女子：[18]

藤原済時の子息に関しては生母が詳らかでなく（『公卿補任』と『尊卑分脈』でも記述が異なる）、為任の母は源兼忠の娘ともその子能正の娘とも言われ、一般的には済時の庶長子で、源延光の娘所生の藤原娍子（三条天皇皇后）・藤原通任らの異母兄とされている。